# Entomophthora helvetica
Entomophthora helvetica är en svampart som beskrevs av S. Keller & Ben Ze'ev 1985. Entomophthora helvetica ingår i släktet Entomophthora och familjen Entomophthoraceae.   Inga underarter finns listade i Catalogue of Life.